# Begraafplaats Kloosterheide

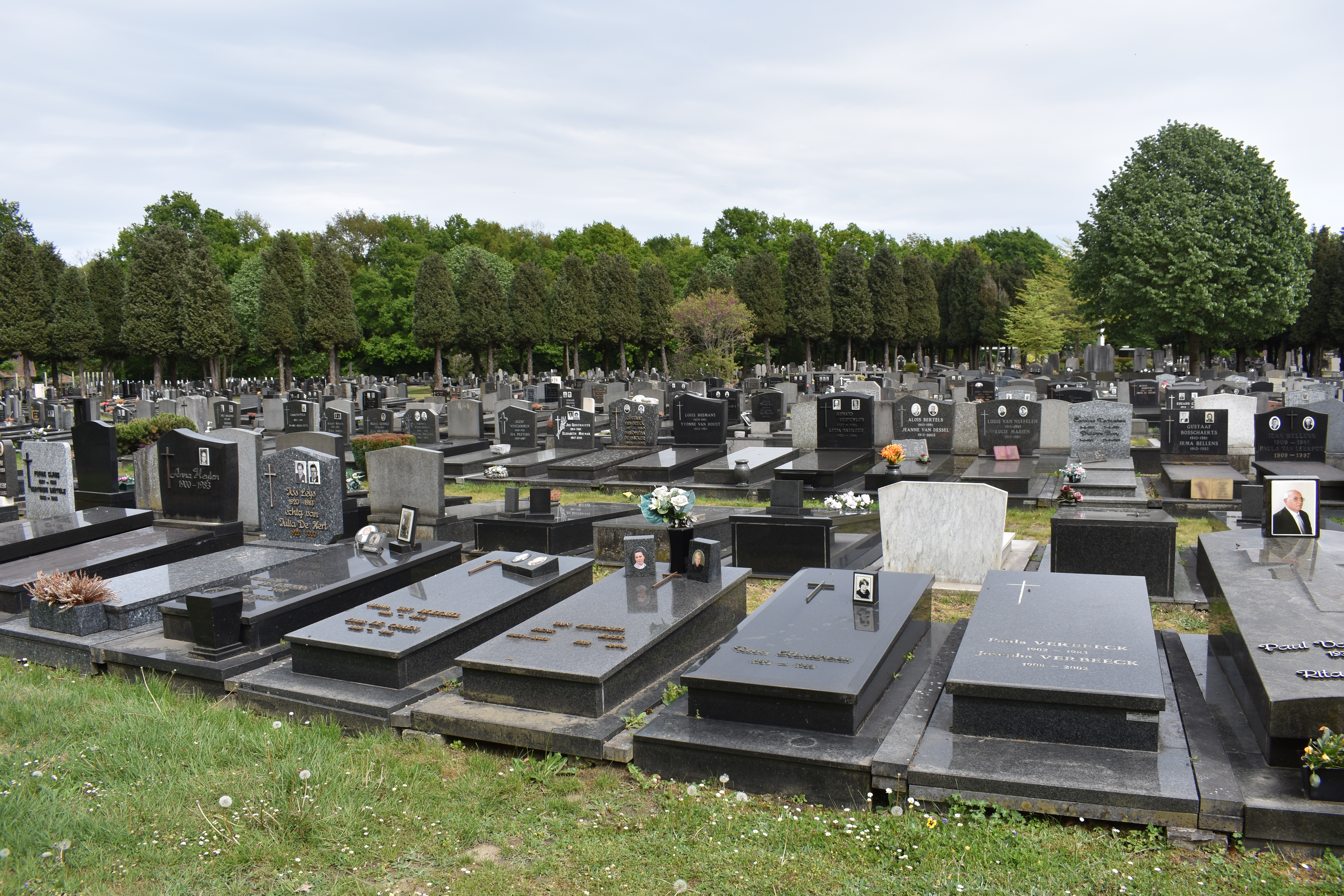
Graven op de begraafplaats Kloosterheide.

De Begraafplaats Kloosterheide is een stedelijke begraafplaats aan de Kesselsesteenweg 97 te Lier (België). 
De Lierse gemeenteraad besliste op 12 mei 1917 een nieuwe begraafplaats in te richten als opvolger van het kerkhof aan de Mechelsesteenweg. Als locatie werd gekozen voor een plek buiten de stad, nabij het voormalige Station Kloosterheide. Daarop volgde een aankoopprocedure van gronden van verschillende eigenaars, die in 1918 werd afgerond. Op 8 september 1918 werd het kerkhof ingewijd.
De begraafplaats is ongeveer 3 hectare groot, en omvat een afscheidscentrum met groetruimte binnen en buiten, een columbarium, een strooiweide en urnenveld. Kloosterheide heeft een tweede ingang aan de Marnixdreef, en is voor het publiek toegankelijk van 8 uur tot 20 uur (01/03 t/m 30/09), tot 18 uur (van 01/10 t/m 11/11), of tot 16 uur (12/11 t/m 29/02). 

## Afscheidscentrum
In het afscheidscentrum op de begraafplaats is binnen een groetruimte voorzien, en een ceremoniezaal voor 175 personen (154 zitplaatsen), compleet met een muziekinstallatie en een videowall.

## Bijzondere graven
Kloosterheide is de laatste rustplaats van verschillende kloosterorden uit Lier en omstreken, onder wie de Ursulinen, Augustinessen, Zwartzusters, en de Zusters van Vorselaar. Voorts liggen er bekende Lierenaars begraven, onder wie de schrijvers Ernest Van der Hallen en Felix Timmermans, politicus Herman Vanderpoorten en uurwerkmaker Louis Zimmer. 
Op de begraafplaats werden ook enkele oorlogsmonumenten opgetrokken. 

## Galerij

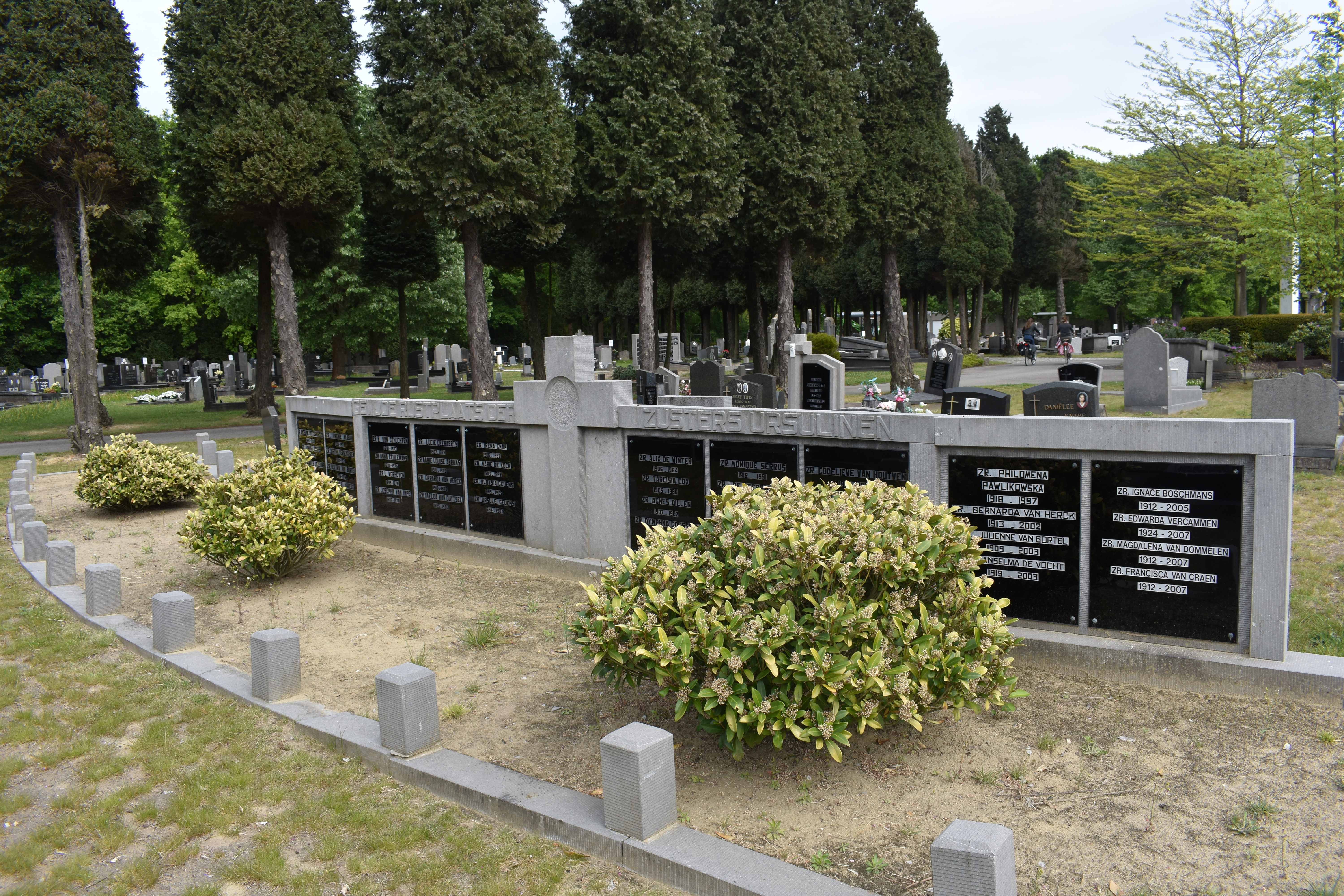
Groepsgraf van de Zusters Ursulinen
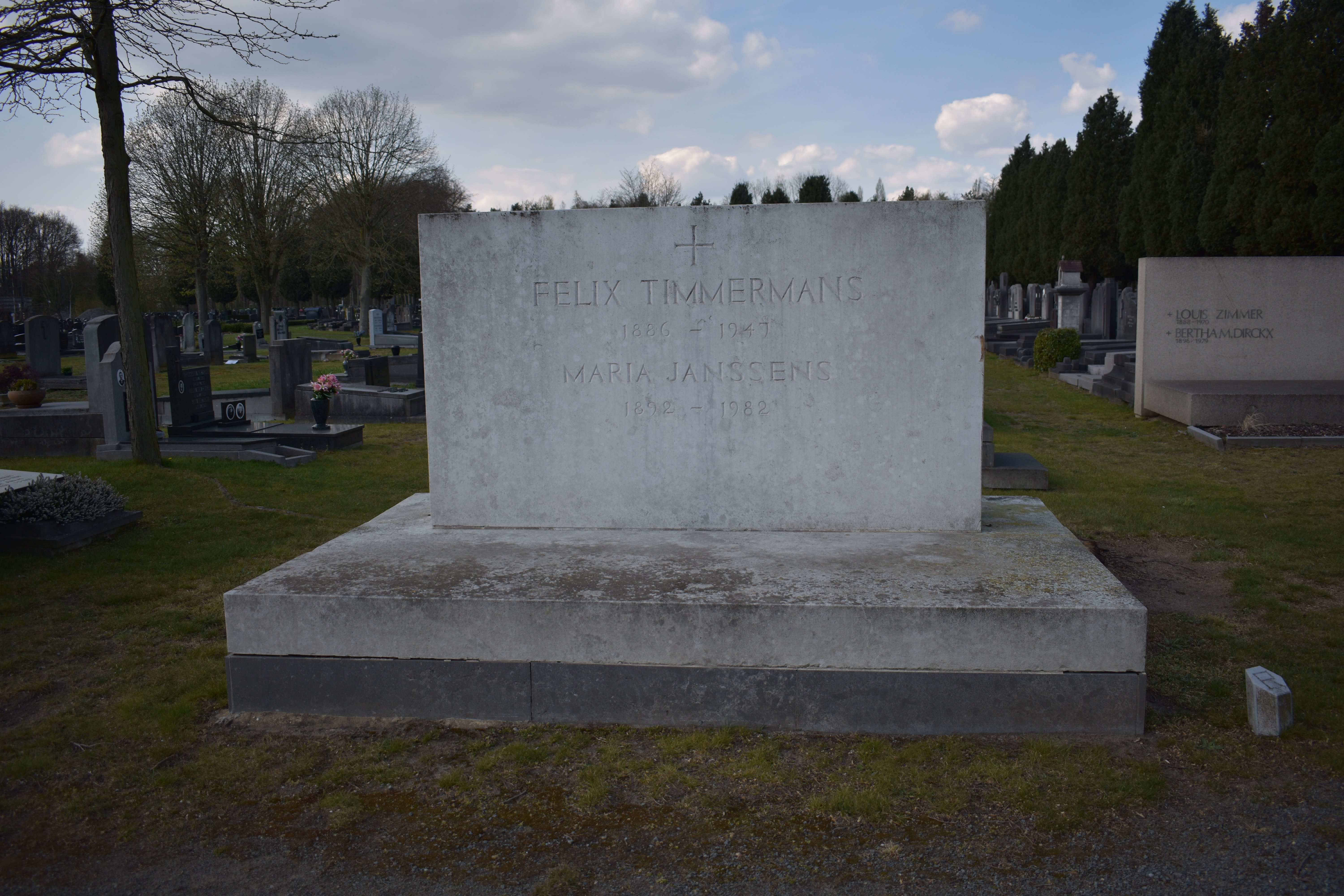
Graf van Felix Timmermans
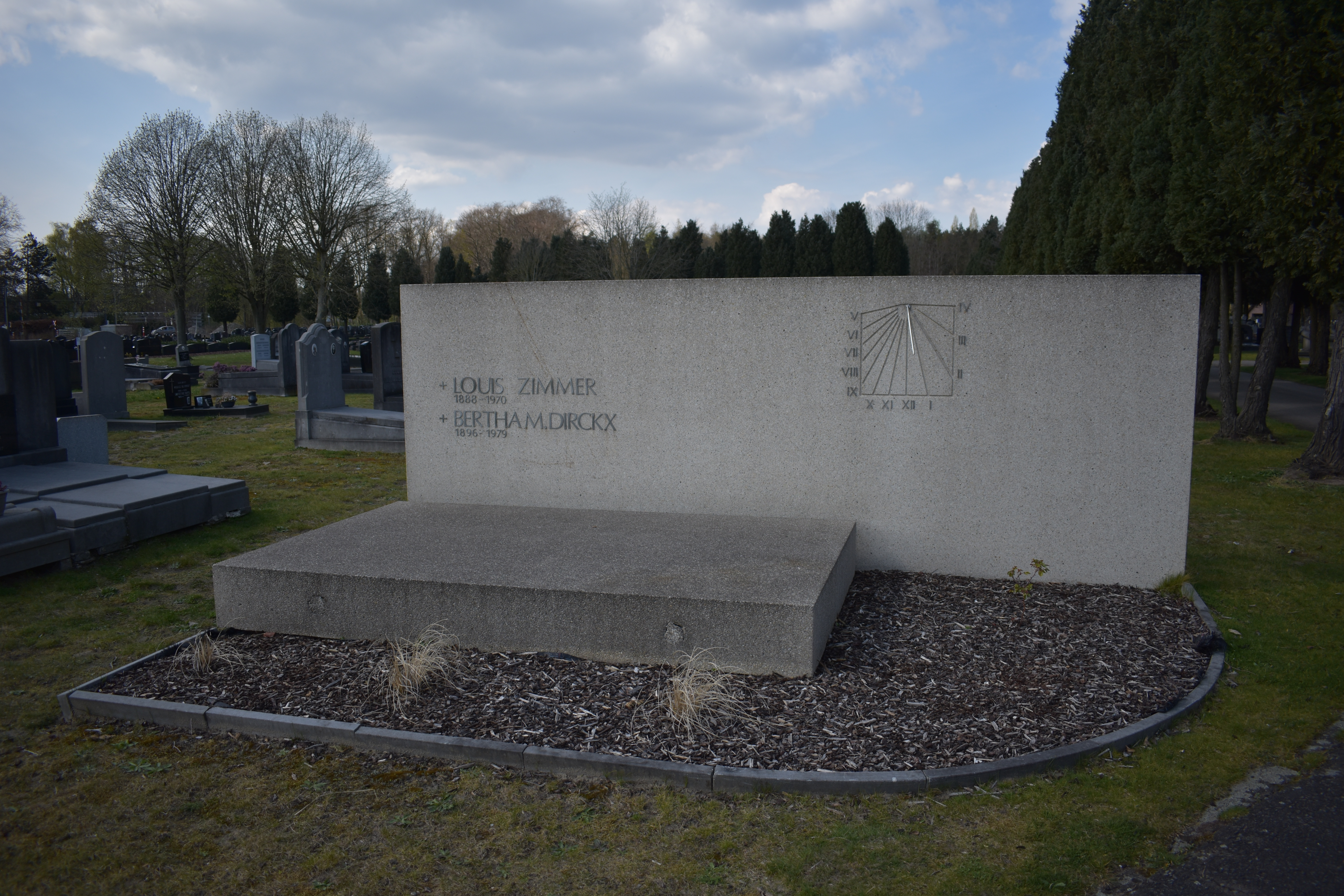
Graf van Louis Zimmer
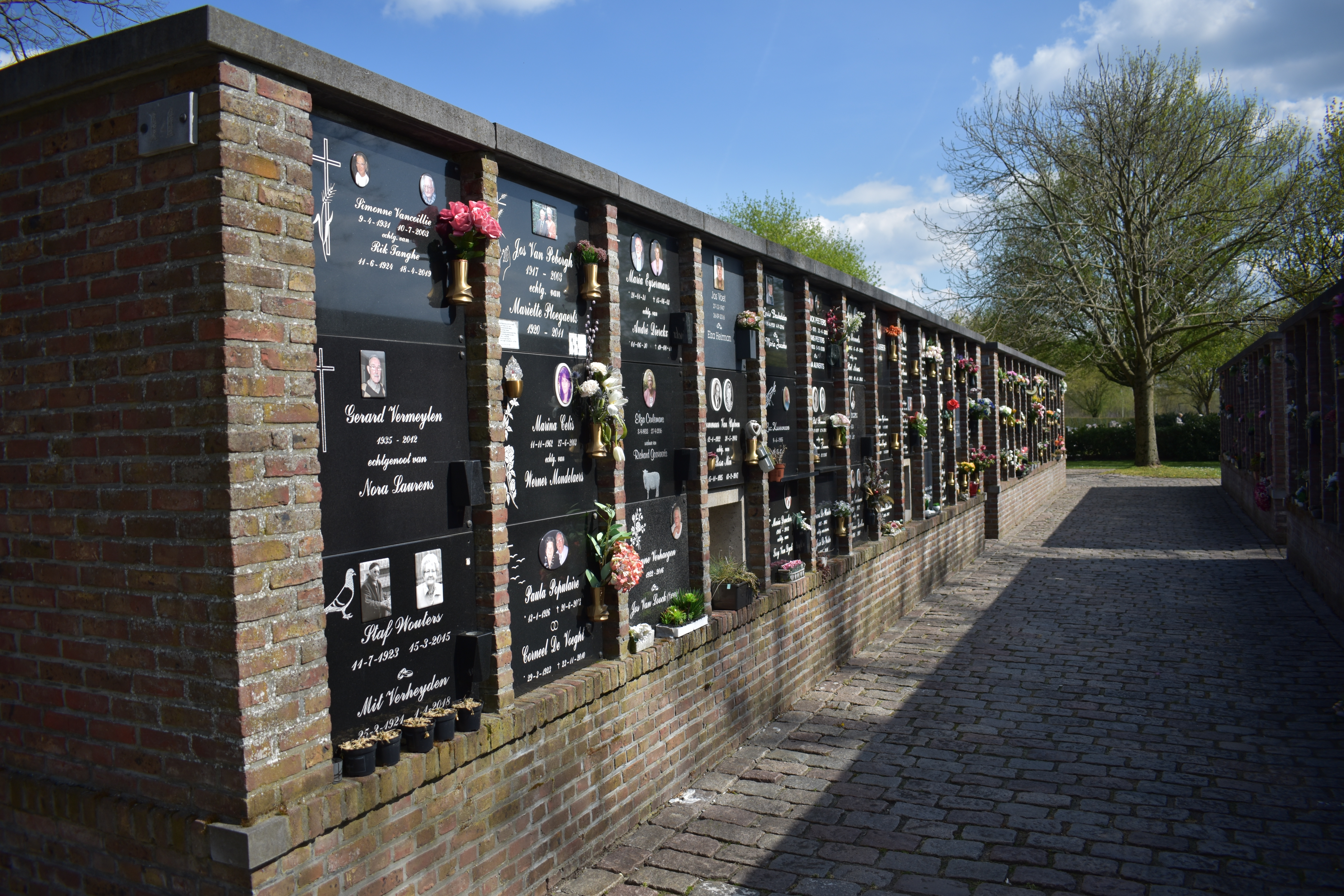
Columbarium
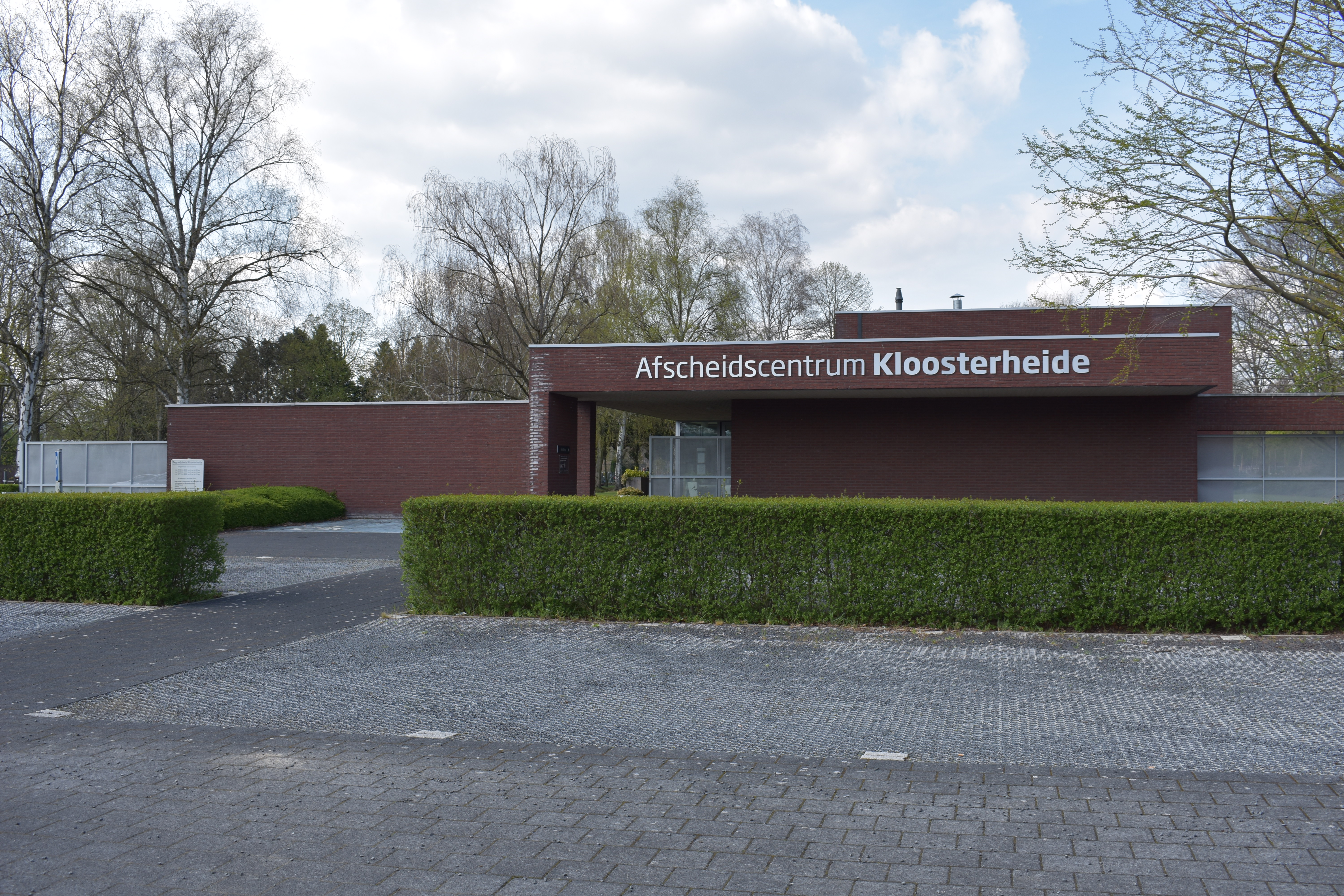
Afscheidscentrum met ceremoniezaal